# Skamben
Kønsbenet os pubis (tidligere refereret til som skambenet) er en af de tre knogler der tilsammen udgør et hofteben.
De 2 hofteben og korsbenet udgør tilsammen bækkenet.
De to siders kønsben er samlet i midten med et bruskled (synchondrose) kaldet symfysen (symfysis pubis).
Når der i dagligtale siges kønsbenet, menes der den gren fra hver side der samles i symfysen lige under Mons pubis.